# Плюкфельдер, Рудольф Владимирович
Рудольф Владимирович Плюкфе́льдер (род. 6 сентября 1928, Новоорловка, Донецкая губерния, Украинская ССР, СССР) — советский тяжелоатлет, заслуженный мастер спорта СССР (1962), заслуженный тренер СССР (1965). Чемпион Олимпийских игр (1964), неоднократный чемпион мира, Европы, СССР в среднем весе.

## Биография
Родился 6 сентября 1928 года в селе Новоорловка Донецкой области. Согласно интервью 2013 года на самом деле родился в 1927 году. Происходит из семьи российских немцев. Его фамилия это искажённая немецкая фамилия — Пфлюгфельдер (нем. Pflugfelder). Как объясняет сам Плюкфельдер в одном из интервью, его фамилия была искажена, после того как его подлинные документы были утеряны во время переселения с Украины в Сибирь.
После начала Великой Отечественной войны, 29 сентября 1941 года семья Плюкфельдера была выслана в Сибирь|. Отец и брат Плюкфельдера были расстреляны 5 ноября 1941 года. Плюкфельдер поселился в городе Киселёвске. С 14 лет начал работать на шахте, где трудился горняком до 1962 года. В свободное время Рудольф Плюкфельдер начал заниматься спортом: лёгкой атлетикой и борьбой. В 1948 и 1949 годах Плюкфельдер становился чемпионом Сибири и Дальнего востока по борьбе. В возрасте 22 лет он начал заниматься тяжёлой атлетикой. Он тренировался в Киселёвске без тренера.
В 1956 году Рудольф Плюкфельдер добился первого успеха в тяжёлой атлетике; он, с результатом 417,5 кг в троеборье, завоевал бронзовую медаль в весовой категории до 82,5 кг на Спартакиаде народов СССР. В 1958 году Плюкфельдер стал чемпионом СССР. С 1959 года в составе сборной СССР Плюкфельдер начал выступать в международных соревнованиях.
На Олимпийских играх в Риме Рудольф Плюкфельдер на тренировке травмировал мышцы спины и не смог участвовать в соревнованиях. В 1961 году семья Плюкфельдера переехала в город Шахты, Ростовская область.
Наивысшее достижение Рудольфа Плюкфельдера — выигрыш золотой олимпийской медали в Токио в 1964 году в среднем весе. Результат Плюкфельдера в троеборье — 475 кг (жим 150 кг, рывок 142,5 кг, толчок 182,5 кг). В то время ему было 36 лет. В таком возрасте в тяжёлой атлетике Олимпийским чемпионом больше никто не становился.
Рудольф Плюкфельдер был чемпионом мира в 1959, 1961, 1964 годах, чемпионом Европы в 1959, 1960, 1961 годах, чемпионом СССР в 1958—1963 годах. Он установил 9 мировых и 23 всесоюзных рекорда.
Член КПСС с 1966 года. После прекращения спортивной карьеры, Плюкфельдер полностью перешёл на тренерскую работу и организовал в городе Шахты тяжелоатлетическую школу, в которой было воспитано множество известных штангистов. Среди учеников Плюкфельдера были чемпионы Олимпийских игр, чемпионы мира и Европы: Давид Ригерт, Алексей Вахонин, Геннадий Бессонов, Николай Колесников, Виктор Трегубов. Всего в тяжелоатлетической школе Шахт было воспитано 6 Олимпийских чемпионов и 7 чемпионов мира.
В 1990-х годах Плюкфельдер, из-за конфликта с Василием Алексеевым, с семьёй переехал в Литву; события, сопровождавшие распад Советского Союза, и особенно штурм телецентра в Вильнюсе подтолкнули его к переезду в Германию.

## Достижения в международных соревнованиях
- 1959 1 место на чемпионате мира и Европы в Варшаве, результат 457,5 кг.
- 1960 1 место на чемпионате Европы в Милане, 442,5 кг.
- 1961 1 место на чемпионате мира и Европы в Вене, 450 кг.
- 1963 1 место на чемпионате мира и Европы в Стокгольме, 467,5 кг.
- 1964 1 место на Олимпийских играх в Токио в среднем весе, 475 кг. Параллельно — чемпион мира 1964 года.

## Достижения в чемпионатах СССР
- 1956 3 место, результат 417,5 кг
- 1957 2 место, 432,5 кг
- 1958 1 место, 440 кг
- 1959 1 место, 445 кг
- 1960 1 место, 455 кг
- 1961 1 место, 462,5 кг
- 1962 1 место, 450 кг

## Мировые рекорды (все — категория 82,5 кг)
- В жиме
- 26.09.1958 Ростов-на-Дону —147,5 кг
- В рывке
- 26.09.1958 Ростов-на-Дону —138 кг
- 16.12.1958 Горький —138,5 кг
- 13.04.1959 Пекин —139 кг (не утвержден)
- 14.07.1959 Ленинград—139,5 кг (не утвержден)
- 03.10.1959 Варшава —141 кг
- 20.12.1960 Уфа —141,5 кг
- 21.12.1961 Днепропетровск — 142 кг
- В толчке
- 13.08.1959 Москва —176,5 кг
- В сумме троеборья
- 26.09.1958 Ростов-на-Дону — 452,5 кг (не утвержден)
- 17.04.1959 Тайюань — 455 кг (не утвержен)
- 03.10.1959 Варшава — 457,5 кг
- 21.12.1961 Днепропетровск — 462,5 кг

## Награды
- 3 ордена «Знак Почёта» (16.09.1960, за успешные выступления в XVII летних и VIII зимних Олимпийских играх 1960 года, а также за выдающиеся спортивные достижения[7]; 1964, 1971)
- Орден Трудового Красного Знамени (1976)

## Память
- Международным союзом немецкой культуры (Москва) в 2011 г. учреждён грант в области спорта им. Рудольфа Плюкфельдера Архивная копия от 24 июня 2011 на Wayback Machine. Номинанты на грант — знаковые имена немцев России.